# École de Genève
Pour les articles homonymes, voir École de Genève (homonymie).
L'École de Genève, aussi appelé critique thématique, est un groupe de critiques littéraires, actifs dans la seconde moitié du XXe siècle, dont certains ont enseigné à l’Université de Genève.

## Description
À défaut d’être une école littéraire, l’Ecole de Genève, appelée parfois « critique de la conscience » ou « critique thématique », est un groupe de critiques littéraires, actifs dans les années 1950 à 1990, pour certains à l’Université de Genève : Marcel Raymond (1897-1981), Albert Béguin (1901-1957), Georges Poulet (1902-1991), Jean Rousset (1910-2002), Jean-Pierre Richard (1922-2019) et Jean Starobinski (1920-2019) . Leur démarche subjective les oppose en partie au structuralisme français . Au sens large, la critique thématique rend compte des « thèmes », « choses dont l’œuvre traite de façon significative ou importante. » (M. Brinker, Poétique, février 1985, no 64) . Attentive aux thèmes qui structurent l’œuvre en profondeur, la critique thématique se rapproche parfois des « rêveries » de Gaston Bachelard . La formule « Ecole de Genève » est due à Georges Poulet, dans les années 1960 .

## Histoire
Il ne semble pas que l'école de Genève ne fut un courant que les critiques eurent souhaités créer. À ce propos, dans l'Âme romantique et le rêve, A. Béguin écrit :
« C'est donc “notre” expérience — s'il est vrai que celle des poètes que nous adoptons s'assimile à notre essence personnelle pour l'aider dans sa confrontation avec l'angoisse profonde —, c'est notre expérience que je pensais retrouver dans l'étude que j'entrepris [...] Ce livre ne se propose donc pas de réduire à un système clairement analysable les ambitions et les œuvres d'une “école” poétique. Pareil propos me semble inintelligible. »

## Démarche
Selon Jérôme Roger, dans La Critique littéraire, deux notions capitales marquent la rupture de l'École de Genève avec la tradition universitaire d'alors : « le refus du classement positiviste en « école » et l'aveu d'une interrogation personnelle comme source et raison de la critique ». Les aspects des oeuvres que recouvre la vie onirique procéderait ainsi d'un désir de connaissance spirituelle dont la fin repose, sur ce que Béguin appelle, « l'image ».
« Le poète est celui qui, utilisant à d'autres fins ce qu'il a de commun avec le névrosé, arrive à couper le fil qui retient en lui l'image : dès lors, elle est autre chose (p. XVI). »

## Sources
- Michel Collot, « Le thème selon la critique thématique », in : Communications, 1988, no 47, p. 79-91. Persée
- Michel Jeanneret, « L’Ecole de Genève ? »,  in : Revue d'histoire littéraire de la France, vol. 95, no. 6, 1995, p. 54–64. JSTOR
- « Ecole de Genève », in : Dictionnaire des termes littéraires / Hendrik van Gorp et alii, Paris, Honoré Champion, 2001, p. 157-158.
- « Thématique (Critique) », in : Dictionnaire du littéraire / Paul Aron (dir.), Paris, Presses Universitaires de France, 2002, p. 594-595.
- « La Critique littéraire suisse. Autour de l’Ecole de Genève », in : Œuvres et critiques, XXVII, 2, Tübingen, Gunter Narr Verlag, 2002 (numéro coordonné par Olivier Pot).
- John E. Jackson, « L'Ecole de Genève : de Marcel Raymond à Jean Starobinski », in : Histoire de la littérature en Suisse romande / Roger Francillon (dir.), nouvelle édition, Carouge-Genève, Editions Zoé, 2015, p. 1192-1202.
- Marta Sábado Novau, L'École de Genève : histoire, geste et imagination critiques (Georges Poulet, Jean Starobinski et Jean-Pierre Richard) (thèse de doctorat)..